# Redbergslids Idrottsklubb
Il Redbergslids Idrottsklubb è una squadra di pallamano svedese avente sede a Göteborg.

È stata fondata nel 1916.

Nella sua storia ha vinto 20 campionato svedese e 1 Coppa dei Campioni.

Disputa le proprie gare interne presso la Lisebergshallen di Göteborg la quale ha una capienza di 3.500 spettatori.

## Palmarès

### Competizioni nazionali
- Campionati svedesi: 20
  - 1932-33, 1933-34, 1946-47, 1953-54, 1957-58, 1962-63, 1963-64, 1964-65, 1984-85, 1985-86.
  - 1986-87, 1988-89, 1992-93, 1994-95, 1995-96, 1996-97, 1997-98, 1999-00, 2000-01, 2002-03.

### Competizioni internazionali
- Coppa dei Campioni / Champions League: 1
  - 1958-59.

## Fonti e bibliografia
- Pagina informativa del club sul sito www.les-sports.info, su les-sports.info.